# Заркуа, Владимир Тагуевич
Владимир Тагуевич Заркуа (1913 — неизвестно) — звеньевой колхоза имени Сталина Гальского района Абхазская АССР, Грузинская ССР, Герой Социалистического Труда (1948).

## Биография
Родился в 1913 году в селе Квемо-Баргеби Сухумского округа Кутаисской губернии (ныне — село Нижний Баргяп Гальского района Абхазии). Грузин.
С ранних лет приобщился к крестьянскому труду. С началом коллективизации сельского хозяйства Владимир Тагуевич вступил в местный колхоз и работал до призыва в Красную армию в августе 1941 года.
Активный участник Великой Отечественной войны. С марта 1942 года — в Красной армии, Призван Гагринским РВК, Грузинская ССР, Абхазская АССР, Гагрский район. Боевой путь прошёл ручным пулемётчиком 3-го стрелкового батальона 70-й гвардейского стрелкового полка (24-я гвардейская стрелковая дивизия), был четырежды ранен. За его плечами славный боевой путь:Ленинградская область, Сталинградская битва,Сталинградская область, Ростовская операция (1943), Донецкая область, Никопольско-Криворожская наступательная операция, Крымская наступательная операция, Шяуляйская операция, Мемельская операция, Восточно-Прусская операция (1945) и Земландская наступательная операция.
За мужество, проявленное в бою на территории Восточной Пруссии 17 января 1945 года гвардии красноармеец Заркуа награждён орденом Славы 3-й степени.
После демобилизации Владимир Тагуевич вернулся на родину и продолжил работать звеньевым в колхозе имени Сталина Гальского района.
По итогам работы в 1947 году звено Владимира Заркуа получило урожай кукурузы 99,16 центнера с гектара на площади 3 гектара.
Указом Президиума Верховного Совета СССР от 21 февраля 1948 года за получение высоких урожаев кукурузы и пшеницы в 1947 году Заркуа Владимиру Тагуевичу присвоено звание Героя Социалистического Труда с вручением ордена Ленина и золотой медали «Серп и Молот».
В последующие годы звено Владимира Заркуа продолжало получать высокие урожаи кукурузы, табака и зелёного чая. Персональный пенсионер союзного значения. Владимир Тагуевич — младший брат Героя Социалистического Труда Заркуа Лади Тагуевича, звеньевого того же колхоза.
Проживал в родном селе Квемо-Баргеби Гальского района. Дата его кончины не установлена.

## Награды
- Золотая медаль «Серп и Молот» (21.02.1948)

- Орден Ленина (21.02.1948)
- Орден Славы III степени (7.02.1945)[2]

- Медаль «За оборону Кавказа» (1943)
- Медаль «В ознаменование 100-летия со дня рождения Владимира Ильича Ленина» (6 апреля 1970)
- Медаль «За взятие Кёнигсберга» (9.6.1945)
- Медаль «За трудовое отличие» (2.04.1966)
- Медаль «За победу над Германией в Великой Отечественной войне 1941—1945 гг.» (9 мая 1945[3])[4]
- Юбилейная медаль «Двадцать лет Победы в Великой Отечественной войне 1941—1945 гг.» (7 мая 1965[5])
- Юбилейная медаль «Тридцать лет Победы в Великой Отечественной войне 1941—1945 гг.»[6]

- Медаль «Ветеран труда»
- Медаль «30 лет Советской Армии и Флота»[7]
- Юбилейная медаль «40 лет Вооружённых Сил СССР»[8]
- Юбилейная медаль «50 лет Вооружённых Сил СССР» (26 декабря 1967[9])

- Знак «Гвардия»
- Знак МО СССР «25 лет Победы в Великой Отечественной войне» (24 апреля 1970)

## Память
- На могиле установлен надгробный памятник.
- Его имя увековечено в Главном Храме Вооружённых сил России, и навсегда запечатлено на мемориале «Дорога памяти» Архивная копия от 17 октября 2020 на Wayback Machine